# Нуэво-Куйо
Нуэво-Куйо (исп. Nuevo Cuyo, буквально Новый Куйо) — один из регионов экономического и социального развития Аргентинской Республики (макрорегион). Образован провинциями Мендоса, Сан-Хуан и Сан-Луис. В период с 1988 по 2012 год провинция Ла-Риоха также официально входила в этот регион. После её выхода территория Нуэво-Куйо совпадает с историческим и географическим регионом Куйо.
Он расположен на западе страны, граничит на севере с Норте-Гранде-Аргентино, на востоке с Центральным регионом, на юге с регионом экономического и социального развития Патагония и на западе с Чили.

## История
Исторически и культурно Куйо охватывает провинции Мендоса, Сан-Хуан и западную часть Сан-Луиса. Испанское законодательство, а затем первые национальные правительства Аргентины распространили Куйо на всю юрисдикцию Сан-Луиса, пока он не граничил на востоке с провинцией Кордова.
С другой стороны, Нуэво-Куйо был политическим детищем, где провинция Ла-Риоха была сгруппирована с тремя провинциями Куйо, хотя исторически она принадлежала провинции Тукуман, где жили народы Диагита, и является частью исторического Аргентинского Северо-Запада.
22 января 1988 года губернаторы провинций Мендоса, Сан-Хуан, Сан-Луис и Ла-Риоха, входящих в Куйо, подписали Договор об экономической интеграции Нуэво-Куйо. В этом регионе ВВП на душу населения составляет 10 567 долларов. Процесс регионализации в Аргентинской Республике основан на 124 статье Конституции. 
С момента выхода провинции Ла-Риоха в июле 2012 года, регион состоит из трёх провинций: Мендоса, Сан-Хуан и Сан-Луис. Хотя договор использовал в своем названии «Nuevo Cuyo» как продолжение исторической области Куйо с включением Ла-Риохи, после выхода этой провинции из состава региона название потеряло смысл, и использование названия области Куйо укрепилось без формального изменения первого названия.

### Договор об экономической интеграции Нуэво-Куйо
Регион Нуэво-Куйо был создан в соответствии с Договором об экономической интеграции Нуэво-Куйо от 22 января 1988 года, который в том же году был ратифицирован законодательными органами провинций Мендоса, Сан-Хуан, Сан-Луис и Ла-Риоха.
Статья 1. «Усилить интеграцию региона путем улучшения средств связи и транспорта, содействия поставке региональных товаров и услуг как на национальном, так и на международном уровне, а также осуществления производственных и коммерческих предприятий с другими странами, особенно с латиноамериканскими. ».
Статья 16. «Для этой цели губернаторы подписавших провинций образуют Ассамблею губернаторов, которая будет высшим органом, принимающим решения для настоящего Межведомственного соглашения в отношении установления руководящих принципов интеграции, определения политики и т. д. Совету управляющих будет помогать Исполнительный комитет, состоящий из министров экономики провинций Сан-Хуан и Мендоса и министров финансов и общественных работ Ла-Риохи и Сан-Луиса, которые будут отвечать за формулирование различных предложения к принятию решения и оперативные задачи его реализации. Собрание и Комитет составляют собственный Регламент своей деятельности».
В связи с тем, что договор предшествовал конституционной реформе 1994 года, он не был подписан в рамках статьи 124 конституции Аргентины, по этой причине Нуэво-Куйо конституционно не является регионом экономического и социального развития.

## Население
| Провинция | Почтовый индекс Аргентины | Население (2020) | Территория (кв. км) | Столица  |
| --------- | ------------------------- | ---------------- | ------------------- | -------- |
| Мендоса   | M                         | 2.086.000        | 148.827             | Мендоса  |
| Сан-Хуан  | J                         | 783.959          | 89.651              | Сан-Хуан |
| Сан-Луис  | D                         | 502.003          | 76.748              | Сан-Луис |
| Всего     | -                         | 3.371.962        | 315 226             | -        |

## Сравнение с другими регионами
В 2020 году население Нуэво-Куйо составляло 3 371 962 человека, что ставит его на третье место среди четырех регионов — после Норте-Гранде-Аргентино и Центрального региона.
Его площадь составляет 315 226 км², что снова ставит его на третье место — на этот раз после Патагонии и Норте-Гранде-Аргентино и перед Центральным регионом. И с плотностью населения 10,69 жителей/км² снова на третьем месте после Центрального региона и Норте-Гранде-Аргентино.